# يوجين شويلر
يوجين شويلر (بالإنجليزية: Eugene Schuyler)‏ هو مترجم ودبلوماسي وصحفي وكاتب أمريكي، ولد في 26 فبراير 1840 في إثاكا في الولايات المتحدة، وتوفي في 16 يوليو 1890 في البندقية في إيطاليا بسبب ملاريا.